# Tuyết sơn phi hồ (phim truyền hình 1999)
 Tuyết sơn phi hồ 1999 là một bộ phim truyền hình Hồng Kông được chuyển thể từ tiểu thuyết của Kim Dung Tuyết sơn phi hồ và Phi hồ ngoại truyện . Bộ phim được phát sóng lần đầu tiên trên đài TVB ở Hồng Kông vào năm 1999.

## Cốt truyện
Xem  Tuyết sơn phi hồ 

## Diễn viên
Lưu ý: Tên một số nhân vật được viết bằng tiếng Quảng Đông La tinh hóa. 

### Diễn viên chính
- Trần Cẩm Hồng trong vai Hồ Phỉ
- Xa Thi Mạn trong vai Miêu Nhược Lan
- Huỳnh Nhật Hoa trong vai Hồ Nhất Đao
- Thiệu Mỹ Kỳ trong vai Lang Kiếm Thu
- Ngụy Tuấn Kiệt trong vai Phúc Khang An / Trần Gia Lạc / Càn Long
- Đằng Lệ Danh trong vai Nhiếp Tang Thanh (Yuen Tsi-yee + Ma Chun-Fa)

### Diễn viên hỗ trợ
- Lưu Hiểu Đồng trong vai Diêu Nhứt Nhứt (Trình Linh Tố)
- Doãn Dương Minh trong vai Miêu Nhân Phụng
- Trương Triệu Huy trong vai Điền Quy Nông
- Tào Chúng vai Nam Lan
- Lưu Gia Huy trong vai Thạch Vạn Sân
- Bào Phương trong vai Vô Sân Đại Sư
- Yung Kam-cheung trong vai Seung Po-chun
- Chun Wong trong vai Chiu Bun-san
- Lưu Giang trong vai Diêm Cơ/Bảo Thụ Đại Sư
- Liêu Khải Trí trong vai Bình A Tứ
- Kwong Tso-fai trong vai Man Tai-loi
- Fung Hiu-man trong vai Lạc Băng
- Li Kong trong vai Yu Yu-tung
- Leung See-ho trong vai Sam-Yin
- La Lan trong vai mẹ của Phúc Khang An
- Henry Lo trong vai To Hei-mang
- Lạc Ứng Quân trong vai Lý Tự Thành
- Vương Vĩ Lương vai công tử